# 马丁·鲍曼
马丁·路德维格·鲍曼（德語：Martin Bormann，1900年6月17日—1945年5月2日）是纳粹德国时期纳粹党党务中心的领导人。他的级别相当于当时德国的一个部长。他的弟弟阿尔伯特·鲍曼也是纳粹党的高级领导人，他的夫人盖尔达是一名纳粹党党务法官的女儿。

## 生平
鲍曼年轻时曾加入自由軍團，1928年加入纳粹党，他曾经短时间是魏玛纳粹党领导人弗里茨·绍克尔的司机，在一年后就上升到纳粹党的领导班子中了。同年他接管冲锋队的保险机构并将这个机构扩展为纳粹党的党内保险机构。1933年他已经成为纳粹党副手鲁道夫·赫斯的办公室主任，成为一个举足轻重的人物。
阿道夫·希特勒任命鲍曼管理自己的财产并让他来监督鷹巢城堡的建造。鲍曼在将希特勒当时的副官威廉·布吕克纳从希特勒身边移除的过程中起了一个非常重要的角色。1941年赫斯飞往英国后希特勒没有再任命副手，但是他任命鲍曼为自己的办公室领导人，级别上相当于一个部长。非正式的鲍曼是继希特勒后纳粹德国最有权势的人，随着第二次世界大战的不断延长鲍曼的势力越来越大，他越来越能够影响到谁可以直接与希特勒接触，1943年4月12日他获得了“元首个人秘书”的称号。
由于他始终伴随希特勒，而希特勒本人则越来越将自己的注意力集中在战事上，鲍曼的权力很快就连赫尔曼·戈林、海因里希·希姆莱或阿尔伯特·斯佩尔这样的要人都无法动摇了，希特勒在其遗嘱中称鲍曼为其“最忠实的同志”。
在党内和军队裡鲍曼均非常不受欢迎，一直到1945年4月他都一直陪同着“他的元首”，没有希特勒，鲍曼就无法保障他的权势。他是希特勒与爱娃·勃劳恩结婚时的证人、希特勒的尸体被焚毁时他也在场。1945年5月希特勒死后，鮑曼將希特勒的政治遺囑，電報給了海軍元帥卡爾·鄧尼茨後，決定逃出柏林去和鄧尼茨會合。當時他同元首地堡中的其他工作人員一起行動，在走至一座橋時，蘇軍已經堵在了橋對面，德軍的幾輛坦克幾次試圖突圍過去，均被蘇軍炮火擊毀。混亂中，鮑曼與希特勒的一個私人醫生路德维希·斯达姆普菲格，決定另外選路逃亡，便往萊特火車站的方向走去了。根据後來希特拉青年團國家青年領袖阿圖爾·阿克斯曼的供词，當時他就是跟鮑曼待在一起的那群人。鮑曼跟他們分道後，他也走到了萊特火車站，在月色下他猛然看見鮑曼躺在廢墟瓦礫上，月光清楚地照映著他的臉，而旁邊躺著那個醫生路德維希，他擔心附近就有蘇軍，未敢上前仔細查看就匆匆走了。但盟军去搜索时却什么都没发现，後來有人稱是其將屍體就地埋葬了。在紐倫堡法庭上，缺席的鲍曼被判处死刑，但此時鲍曼實際已死在了柏林。鮑曼的外大衣當時遺落在了附近，蘇軍撿拾後於衣服口袋裏發現了馬丁·鮑曼的日記本，蘇聯之後内部出版了這本日記。

## 家庭
马丁·鲍曼出生于德国哈尔伯施塔特附近，父亲西奥多·鲍曼（1862年7月1日—1903年7月8日）是巴伐利亚的一个高级邮局职员。1898年他的第一位夫人（30岁，当时两人已有两个孩子）逝世后他在同年就与同事的一个女儿（35岁）结婚。他的第二位夫人接連给他生了三个孩子（其中第二个夭折），1903年西奥多出乎意料地逝世。
1929年9月2日马丁·鲍曼与当时19岁的盖尔达·布赫结婚，盖尔达的父亲是一名纳粹党法官。从1930年至1943年两人共生了10个孩子。

## 骸骨
1973年在柏林莱特火车站（今柏林中央車站）工地发现了人類骸骨，地點與當年聲稱埋葬了鲍曼和斯达姆普菲格的證人所指吻合。经过仔细研究，基本上已经证明骸骨屬於鲍曼。1998年通过基因测试确定骸骨是鲍曼。